# 小钱达尔勒·易卜拉欣帕夏
钱达尔勒·易卜拉欣帕夏（1429年—1499年），为了与同名祖父相区分，也被称为小钱达尔勒·易卜拉欣帕夏，奥斯曼帝国官员，出身奥斯曼帝国建国初期显赫的钱达尔勒家族，曾于苏丹巴耶济德二世在位期间的1498年到1499年出任帝国宰相“大维齐尔”。

## 生平
小钱达尔勒·易卜拉欣帕夏是钱达尔勒家族的第五个大维齐尔，也是最后一个。他的父亲小钱达尔勒·哈利勒帕夏曾于征服者穆罕默德二世在位的1443年出任大维齐尔，但在1453年被处决。哈利勒在任时具有极大的权势，因此之后穆罕默德二世偏好任命出身德夫希尔梅的大维齐尔，以避免土耳其贵族获得不受控制的权势。易卜拉欣并没有因为父亲受到过多的牵连，1453年被任命为阿德里安堡的法官“卡迪”，1465年又被任命为帝国首席大法官“卡扎斯克尔”。
1474年，他被派往阿马西亚担任王子巴耶济德的老师“拉拉”，后来返回伊斯坦布尔。巴耶济德王子于1481年登基成为苏丹。
1486年，他被任命为第三维齐尔，1497年提升为第二维齐尔，1498年，他被任命为帝国宰相“大维齐尔”。1499年，身为大维齐尔的易卜拉欣死于佐奇奧戰役。小钱达尔勒·易卜拉欣帕夏被葬于伊兹尼克。

## 子女
小钱达尔勒·易卜拉欣帕夏的一个儿子曾担任迪亚巴克尔的贝勒贝伊，另一个儿子伊薩帕夏（Isa Pasha）曾担任大马士革的贝勒贝伊。

## 相关古迹
在伊斯坦布尔有一座钱达尔勒扎德·阿提克·易卜拉欣帕夏清真寺，在伊兹尼克有也一座清真寺，在卡斯塔莫努有一座学校。